# Frederic de Lotharingia Inferioară
Frederic (cunoscut și ca Frederic de Luxemburg) (n. cca. 1003 – d. 18 mai 1065) a fost conte de Malmedy din 1035 și margraf de Anvers, precum și duce de Lotharingia începând din 1046.
El era fiul cel mic al lui Frederic, senior de Gleiberg, cu Ermentrude, și nepot al contelui Siegfried de Luxemburg.
În 1044, Gothelo I, duce atât al Lorenei Superioare, cât și al celei Inferioare, a murit, iar fiul său mai mare, Godefroi al III-lea, a succedat doar în Lorena Superioară, în timp ce împăratul Henric al III-lea mai întâi l-a amenințat cu acordarea celuilalt ducat mai tânărului (și incompetentului) său frate, Gothelo al II-lea cel Leneș. Ca urmare a revoltei lui Godefroi, Henric al III-lea l-a nominalizat pe Frederic, care era rudă cu ducele în funcție de Lorena Superioară, Adalbert.
Cu ajutorul episcopului de Metz, Adalbero al III-lea, care îi era frate, Frederic și-a impus autoritatea în ducat și a purtat lupte cu Godefroi, aflat în continuă stare de revoltă. Frederic a fost loial împăratului, însă ineficient în luptă, iar Henric a început acțiunea de a diviza ducatul loren între războinici mai capabili. Frederic a murit în timp ce lupta contra cu arhiepiscopul Anno al II-lea de Köln, după care noul suveran, Henric al IV-lea a acordat ducatul lui Godefroi.
Prima soție a lui Frederic a fost Gerberga (d. cca. 1049), fiică a contelui Eustațiu I de Boulogne. Ei au avut o fiică pe nume Jutta, care s-a căsătorit cu Waleran, conte de Arlon. Cea de a doua soție (din 1055) a fost Ida (d. 1102), fiică a ducelui Bernard al II-lea de Saxonia, care se va recăsători cu contele Albert al III-lea de Namur, după moartea lui Frederic.
1. ↑  Friedrich II Graf von Luxemburg Herzog von Lothringen, The Peerage, accesat în 9 octombrie 2017
2. 1 2  Medieval Lands
3. ↑  The Peerage